# Секст Помпей Коллега
Секст Помпей Коллега (лат. Sextus Pompeius Collega) — римский государственный деятель второй половины I века.
Его отцом был консул-суффект 71 года Гней Помпей Коллега. В 93 году Коллега занимал должность ординарного консула вместе с Квинтом Педуцеем Присцином. В январе 100 года, во время по делу о вымогательстве сенатора Мария Приска, в бытность его проконсулом Африки, в отличие от обвинителей Плиния Младшего и Корнелия Тацита, Коллега предлагал более мягкое наказание для него. Тем не менее, сенат не согласился с его мнением и приговорил к изгнанию бывшего проконсула.
Может быть, его сыном был консул-суффект 108 года Квинт Помпей Фалькон.